# Parafia Trzech Króli w Venice
Parafia Trzech Króli (ang. Epiphany Parish) – parafia rzymskokatolicka położona w Venice, Floryda, Stany Zjednoczone.
Jest ona wieloetniczną parafią w diecezji Venice z mszą św. w j. polskim dla polskich imigrantów.
Parafia została poświęcona Trzem Królom.

## Nabożeństwa w j. polskim
Niedziela – 12:30

## Historia
W 1947 roku była wojskowa kaplica Army Air Base of Venice została przeniesiona w okolice Tampa Avenue i Nassau Street, gdzie została odnowiona i oddana jako pierwotny kościół Trzech Króli. Ten pierwszy budynek był wykorzystywany jako kościół parafialny, a później jako parafialne centrum, do czasu aż został zrównany z ziemią w 1980 roku, aby zrobić miejsce dla obecnego kościoła. 29 czerwca 1980, biskup St. Petersburg, W. Thomas Larkin, poświęcił obecny kościół.
W związku z tym, iż liczba katolików na Florydzie stale rosła, w 1984 roku Papież Jan Paweł II ustanowił siedziby dwóch nowych diecezji, z których jedną została Diecezja Venice. Kościół Trzech Króli został wybrany na katedrę dla nowej diecezji.

## Duszpasterze
- Ks. prałat Charles L. Elslander, V.F. (1935–1954)
- Ks. Michael F. Reynolds (1954-1956)
- Ks. Noah E. Brunner (1954-1956)
- Ks. prałat George W. Cummings (1956-1976)
- Ks. Esteban G. Soy (1976-1999)
- Ks. Robert R. Cannon (1999-2003)
- Ks. George Ratzmann (2003-2008)
- Ks. John F. Costello (2008 -obecnie)

## Szkoły
Epiphany Cathedral School